# Cerro Santiago (kulle i Guatemala, Departamento de Jutiapa)
Cerro Santiago är en kulle i Guatemala.   Den ligger i departementet Departamento de Jutiapa, i den södra delen av landet, 80 km öster om huvudstaden Guatemala City. Toppen på Cerro Santiago är 972 meter över havet.
Terrängen runt Cerro Santiago är huvudsakligen kuperad, men söderut är den platt. Runt Cerro Santiago är det ganska tätbefolkat, med 199 invånare per kvadratkilometer. Närmaste större samhälle är Jutiapa, 5,6 km sydväst om Cerro Santiago. Omgivningarna runt Cerro Santiago är en mosaik av jordbruksmark och naturlig växtlighet.